# 康乐镇 (肃南县)
康乐镇，是中华人民共和国甘肃省张掖市肃南裕固族自治县下辖的一个乡镇级行政单位。
2016年，甘肃省民政厅批复同意撤销康乐乡，设立康乐镇。

## 行政区划
康乐镇下辖以下地区：
杨哥村、德合隆村、康丰村、赛鼎村、巴音村、大草滩村、红石窝村、上游村、隆丰村、墩台子村、桦树湾村、青台子村和榆木庄村。